# Homoporus gusztavi
Homoporus gusztavi är en stekelart som beskrevs av Boucek 1974. Homoporus gusztavi ingår i släktet Homoporus och familjen puppglanssteklar.
Artens utbredningsområde är:
- Tjeckien.
- Italien.
- Sverige.

Arten är reproducerande i Sverige. Inga underarter finns listade i Catalogue of Life.